# Stephen O'Halloran
Stephen O'Halloran (Cobh, 29 novembre 1987) è un calciatore irlandese, difensore dello Stalybridge Celtic.

## Carriera

### Club
Ha giocato la seconda parte della stagione 2006-2007 in prestito al Wycombe Wanderers.

### Nazionale
Ha effettuato il suo esordio nella Nazionale irlandese nelle amichevoli contro l'Ecuador e contro la Bolivia.